# Sade
Sade, Sade Adu (wym. [ʃɑːˈdeɪ]), właśc. Helen Folasade Adu (ur. 16 stycznia 1959 w Ibadanie) – brytyjska piosenkarka, kompozytorka, autorka tekstów i producentka muzyczna nigeryjskiego pochodzenia. Liderka i wokalistka grupy muzycznej Sade.

## Życiorys
Sade Adu, córka nigeryjskiego ekonomisty i angielskiej pielęgniarki, urodziła się w Nigerii, a wychowała we wschodniej Anglii (w hrabstwie Essex).
Jej zespół jest laureatem Brit Awards za najlepszy album (Diamond Life) i trzech Nagród Grammy: w 1986 w kategorii „Best New Artist”, w 1994 w kategorii „Best R&B Performance by a Duo or Group with Vocals” (utwór „No Ordinary Love”) oraz w 2002 w kategorii „Best Pop Vocal Album” (płyta Lovers Rock). Grupa nominowana była do American Music Awards i MTV Video Music Awards. Jest zdobywcą platynowych płyt.
W 2002 roku Sade Adu została odznaczona Orderem Imperium Brytyjskiego (OBE). Zadedykowała to wyróżnienie „wszystkim czarnym kobietom w Anglii”.

## Dyskografia
- Diamond Life (1984),
- Promise (1985),
- Stronger Than Pride (1988),
- Love Deluxe (1992),
- The Best of Sade (1994 składanka),
- Lovers Rock (2000),
- Lovers Live (2002 koncertowy),
- Soldier of Love (2010),
- The Ultimate Collection (2011 składanka),
- Bring Me Home: Live 2011 (2012 koncertowy),